# پتاسیم هپتافلوئوروتانتالات
پتاسیم هپتافلوئوروتانتالات (به انگلیسی: Potassium heptafluorotantalate) با فرمول شیمیایی K۲TaF۷ یک ترکیب شیمیایی است. که جرم مولی آن ۳۹۲٫۱۳ g/mol می‌باشد. شکل ظاهری این ترکیب، جامد سفید است.